# Holštejn (Adelsgeschlecht)

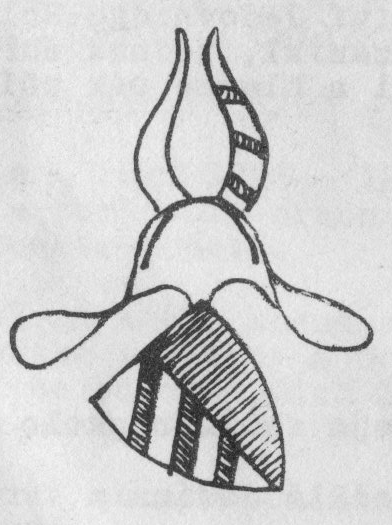
Wappen der Herren von Holštejn/Holstein

Die Herren von Holštejn (auch von Holstein bzw. von Hohlenstein; tschechisch Páni z Holštejna) waren ein mährisches Adelsgeschlecht, das etwa von 1321 bis 1492 bestand. Ihr Stammsitz war die Burg Holštejn, die 1278 von Hartmann von Čeblovice errichtet wurde.
Sie sind nicht mit dem mecklenburgischen, später auch schleswig-holsteinischen und dänischen Adelsgeschlecht von Holstein zu verwechseln.

## Geschichte

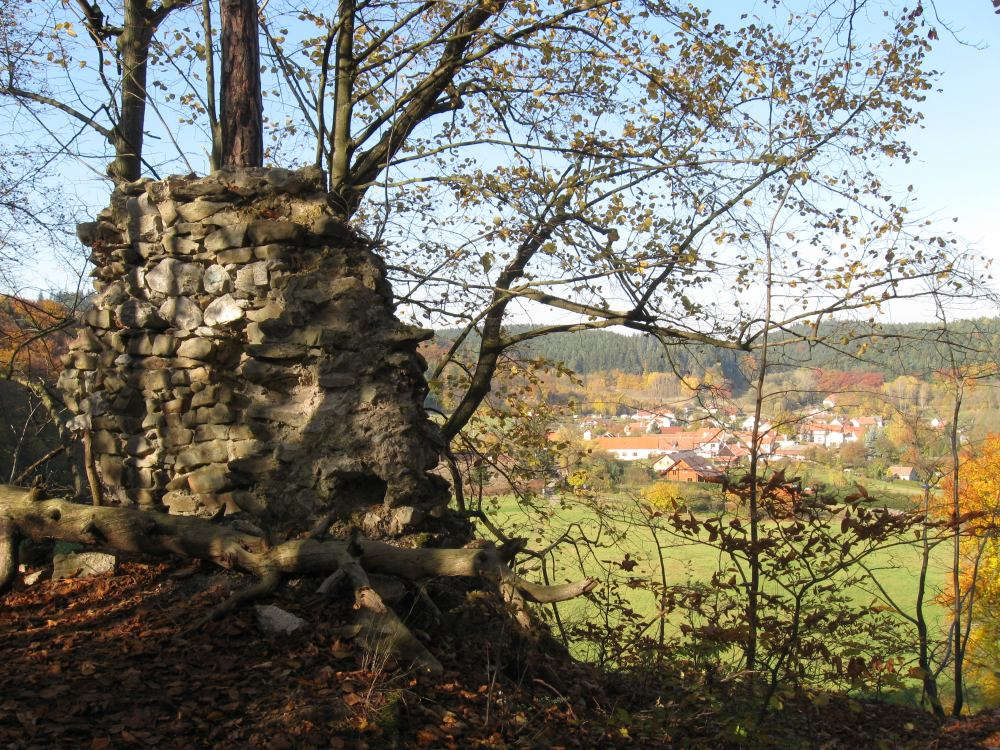
Ruine der Burg Holštejn im Mährischen Karst

Stammvater der Herren von Holštejn war von Wok/Vok I., der für die Jahre 1321 bis 1358 belegt ist. Er entstammte wie die Herren von Sovinec dem mährischen Geschlecht der Hrut, begründete jedoch einen eigenständigen Familienstamm. Vor 1321 erwarb er vom mährischen Landeshauptmann Čeněk von Leipa, einem Sohn des Heinrich von Leipa, die Burg Holštejn, nach der er sich benannte. Erstmals erwähnt wurde er mit dem Prädikat „von Holstein/z Holštejna“ im Jahre 1321 in einer Urkunde, mit der bestätigt wird, dass seine Mutter in diesem Jahr gestorben ist und in der Kapelle der Brünner Minoritenkirche beigesetzt wurde (mater domini Wokonis de Holensteyn). In einer weiteren Urkunde von 1334 wird er als Wocke von dem Holenstein bezeichnet. Neben Holštejn waren die Vesten in Jedovnice und Zdounky sowie die Burgen Rabštejn bei Trebitsch und Vartnov bei Brumovice (Braunsdorf) in seinem Besitz.
Von Woks fünf Söhnen konnte der erstgeborene Paul/Pavel die Burg Týnec bei Lundenburg erwerben, der vierte Sohn Ješek „Kropáč“ die Burg Grumberk (Grumberg, auch Krummberg, manchmal auch Grünberg; jetzt Stražisko) mit der Veste in Konice bei Proßnitz. Über den größten Besitz verfügte der zweitgeborene Sohn Půta, der von 1358 bis 1379 belegt ist und zum Hofrat des Markgrafen Johann Heinrich gehörte. Die größte Ausdehnung ihres Besitzes erreichten die Holsteiner um 1370.
Während der mährischen Bruderkriege standen die Holsteiner überwiegend auf Seiten des Markgrafen Prokop. Nach dessen Gefangennahme 1402 söhnten sie sich mit der mährischen Kirche aus, der sie, vor allem Wok IV., erhebliche Schäden zugefügt hatten. Zudem suchten sie Anschluss an den Markgrafen Jobst. 1407/1408 gelang es Wok IV. widerrechtlich die Burg Cimburk zu erobern und vom Markgrafen Jobst, mit dem er gelegentlich auch diplomatische Verhandlungen führte, die Zustimmung zu erlangen, die Cimburk behalten zu dürfen. Kurze Zeit später erwarb er von Jobst auch die Burg Bohuslavice. Auf Seiten des Königs Sigismunds beteiligte er sich 1420 an der Schlacht bei Vyšehrad, wo er von den Hussiten erschlagen wurde. Sein Sohn Wok V. war zunächst ebenfalls ein Parteigänger König Sigismunds, wandte sich jedoch während der 1420er Jahre dem radikalen Lager der Taboriten zu. Den umfangreichen Besitz seines Vaters musste er wegen Verschuldung nach und nach verkaufen, u. a. die Herrschaften Holštejn und Bohuslavice. Mit ihm erlosch 1466 das Geschlecht der Holsteiner im Mannesstamm.
Letzter männlicher Nachkomme der Linie von Vartnov/Wartnau war Stephan/Štěpán II., der 1420 von Wok V. die Herrschaft Cimburk erwarb. 1421 musste er die Burg Vartnov/Wartnau an den Troppau-Ratiborer Herzog Johann II. abgeben. Da Stephan/Štěpán II. keine männlichen Nachkommen hinterließ, starb dieser Familienzweig mit seiner Tochter Sophie/Žofie 1492 aus.

## Stammliste der Herren von Holštejn

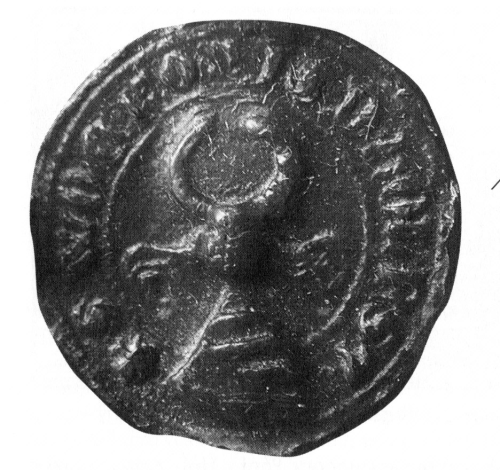
Siegel des Wok I. von Holštejn/Holstein

1. Wok I., belegt 1321–1358, auf Holštejn
  1. Paul/Pavel, belegt 1358–1374, 1358 auf Zdounky, 1368 auf Týnec; verheiratet mit Margarethe/Markéta von Zezína
    1. Wilhelm/Vilém, belegt 1376–1378, 1376 auf Týnec, verheiratet mit Kristina N. N.

  2. Wok II., belegt 1361–1384, 1361 auf Holštejn; verheiratet mit Skonka N. N.
    1. Wok III., belegt 1385–1407, 1385 auf Holštejn; verheiratet mit Barbara Hauser[ová]
      1. Wok IV., † 1420, 1406 auf Lípovec, 1407 auf Cimburk und auf Bohuslavice; verheiratet mit Katharina/Kateřina von Mstěnice
        1. Wok V., belegt 1420–1466, auf Holštejn, Cimburk und Bohuslavice, 1447 auf Račice; verheiratet mit Katharina/Kateřina von Kněžice
        2. Jan, belegt 1412–1421
        3. Susanne/Zuzana I., belegt 1436–1459

      2. Andreas/Ondřej, belegt 1402–1414; 1404 auf Holštejn
      3. Georg/Jiří, † 1436, 1415 auf Jedovnice; verheiratet mit Elisabeth/Eliška von Zástřizl
        1. möglich: Skonka, belegt 1463

      4. Margarethe/Markéta, belegt 1408–1416; verheiratet mit Jan Hlaváč von Ronov
      5. Anna II., belegt 1409–1436; Äbtissin des Klosters Klášter Králové, (vorher?) verheiratet gewesen mit Jan Blud von Kralice
      6. Agnes/Anežka, belegt 1417–1437; verheiratet 1. mit Albrecht von Lesnice; 2. mit Jan Tunkl von Drahanovice

  3. Půta, belegt 1358–1379, 1358 auf Zdounky; 1371–1379 Kastellan auf der Burg Hluboký; verheiratet 1. mit Elisabeth/Eliška N. N., 2. mit Agnes/Anežka von Wartenberg
  4. Stephan/Štěpán I., belegt 1366–1417, 1376 auf Vartnov (Wart[e]nau); verheiratet mit Sophie/Ofka von Sudice
    1. Anna III., belegt 1437
    2. Stephan/Štěpán II., belegt 1411–1449, 1417 auf Zdounky, 1429 auf Cimburk
      1. Sophie/Žofie, belegt 1459–1492, 1480 auf Sentice, 1490 auf Náměšť; verheiratet mit Jaroslav von Lomnice
      2. Susanne/Zuzana II., belegt 1463–1481, 1481 auf Cimburk; verheiratet mit Jan von Kralice
      3. Elisabeth/Eliška III., belegt 1464–1490; verheiratet 1. mit Jan von Zator (Seitendorf), 2. mit Jan von Kralice
      4. Jutta/Jitka, belegt 1464–1489; verheiratet mit Markwart/Markvart von Lomnice

    3. Ješek „Kropáč“, belegt 1366–1381, 1377 auf Dětkovice, 1379 auf Konice; verheiratet mit Anna von Konice
      1. Sohn N. N., belegt 1410
      2. Stephan/Štěpán „Kropáč“, belegt 1407–1420, verheiratet mit Ofka N. N.
        1. Jan „Kropáč“, belegt 1447–1464, 1463 auf Skržice

    4. vermutlich: Elisabeth/Eliška, belegt 1358; verheiratet mit Paul/Pavel von Strání
    5. vermutlich: Dorota, belegt 1360; verheiratet mit Reiwald N. N.
    6. vermutlich: Adléta, belegt 1364; verheiratet mit Frank von Pomněnice
    7. vermutlich: Anna I., belegt 1371; verheiratet mit Svadiger von Haugwitz

- Nicht zuzuordnen: Nikolaus/Mikuláš „Ruda“, belegt 1436–1441